# Лейквуд-Парк (Флорида)
Лейквуд-Парк (англ. Lakewood Park) — переписна місцевість (CDP) в США, в окрузі Сент-Люсі штату Флорида. Населення — 12 510 осіб (2020).

## Географія
Лейквуд-Парк розташований за координатами 27°32′20″ пн. ш. 80°23′14″ зх. д. / 27.53889° пн. ш. 80.38722° зх. д. (27.539014, -80.387160).  За даними Бюро перепису населення США в 2010 році переписна місцевість мала площу 17,85 км², з яких 17,22 км² — суходіл та 0,64 км² — водойми.

## Демографія
Згідно з переписом 2010 року, у переписній місцевості мешкали 11 323 особи в 4867 домогосподарствах у складі 3205 родин. Густота населення становила 634 особи/км².  Було 5896 помешкань (330/км²).
Расовий склад населення:
| - 84,9 % — білих - 9,9 % — чорних або афроамериканців - 1,5 % — азіатів - 0,3 % — корінних американців - 1,4 % — осіб інших рас |

До двох чи більше рас належало 1,9 %. Частка іспаномовних становила 6,5 % від усіх жителів.
За віковим діапазоном населення розподілялося таким чином: 18,9 % — особи молодші 18 років, 57,2 % — особи у віці 18—64 років, 23,9 % — особи у віці 65 років та старші. Медіана віку мешканця становила 47,1 року. На 100 осіб жіночої статі у переписній місцевості припадало 93,8 чоловіків;  на 100 жінок у віці від 18 років та старших — 92,0 чоловіків також старших 18 років.
Середній дохід на одне домашнє господарство  становив 64 469 доларів США (медіана — 48 312), а середній дохід на одну сім'ю — 76 880 доларів (медіана — 54 178). Медіана доходів становила 36 416 доларів для чоловіків та 34 539 доларів для жінок. За межею бідності перебувало 11,5 % осіб, у тому числі 19,1 % дітей у віці до 18 років та 6,3 % осіб у віці 65 років та старших.
Цивільне працевлаштоване населення становило 5264 особи. Основні галузі зайнятості: роздрібна торгівля — 22,8 %, освіта, охорона здоров'я та соціальна допомога — 21,1 %, науковці, спеціалісти, менеджери — 10,5 %, мистецтво, розваги та відпочинок — 8,3 %.